# Pakhi (film)
Pour plus de détails, voir Fiche technique et Distribution.
Pakhi, (traduction en français : Un oiseau) est un drame policier indien de 2018 réalisé et produit par le dramaturge et metteur en scène primé Sachin Gupta, par Chilsag Entertainment Network en association avec London Players,. Sachin Gupta a participé à cette production avec Sushma Gupta et Rashmi Bansal. 
Le film met en vedette Sumeet Kaul, Anamika Shukla, Anmol Goswami et Pihu Datta dans les rôles principaux,,. Le film est basé sur l'histoire vraie d'une fille de 10 ans et se concentre sur la traite des enfants, le commerce de la chair, le mariage des enfants et le viol.

## Synopsis
Le récit commence par Suhani, une jeune fille qui tombe dans l'esclavage sexuelle après avoir été dupée par un méchant appelé Bali. Les circonstances font croire au brutal Bali que Suhani lui porte chance, il lui fait alors un traitement de faveur par rapport aux autres filles de sa faction. Quelques mois plus tard, Pihu, son frère Maulik et sa sœur aînée sont vendus à Bali par leur oncle. Alors que la sœur aînée échappe au traumatisme en se suicidant, Pihu attire l'attention d'un homme d'affaires d'Hyderabad désireux de l'épouser. Plus tard, Suhani aide Pihu et son frère à s'échapper des griffes de Bali, ce qui constitue le cœur de l'histoire. Le film dure 100 minutes.

## Fiche technique
- Réalisation : Sachin Gupta
- Pays :  Inde
- Date de sortie : 2018

## Censure
Le film a fait l'objet de vives critiques de la part du Central Board of Film Certification pour sa chanson. Le film était considéré comme trop sombre et sérieux car il abordait le concept de trafic sexuel. Le film a reçu un certificat «A» du Central Board of Film Certification parce qu'il était dit très intense,. On leur a également demandé de supprimer la chanson « Khabare hot », de remplacer le mot « Kali » partout où « Kali Puja » est utilisé et de remplacer « Ministerji » par « Netaji »,,,. Le réalisateur a lancé un mouvement avec le hashtag #JusticeforPakhi pour faire approuver le film par CBFC sans aucune coupure,. Le film devait sortir le 10 août 2018 mais est finalement sorti en septembre 2018 après toutes les coupes demandées par la censure,.

## Liens  externes
- Ressources relatives à l'audiovisuel :   - IMDb
  - LUMIERE
  - The Movie Database